# ベティ・ホルバートン
ベティ・ホルバートン(Betty Holberton)ことフランシス・エリザベス・ホルバートン（Frances Elizabeth Holberton、1917年3月7日 - 2001年12月8日）は、アメリカ合衆国の計算機科学者であり、世界初の汎用電子デジタルコンピュータENIACのオリジナルのプログラマの一人である。ホルバートンはデバッグにおけるブレークポイントを発明した。

## 幼年期と教育

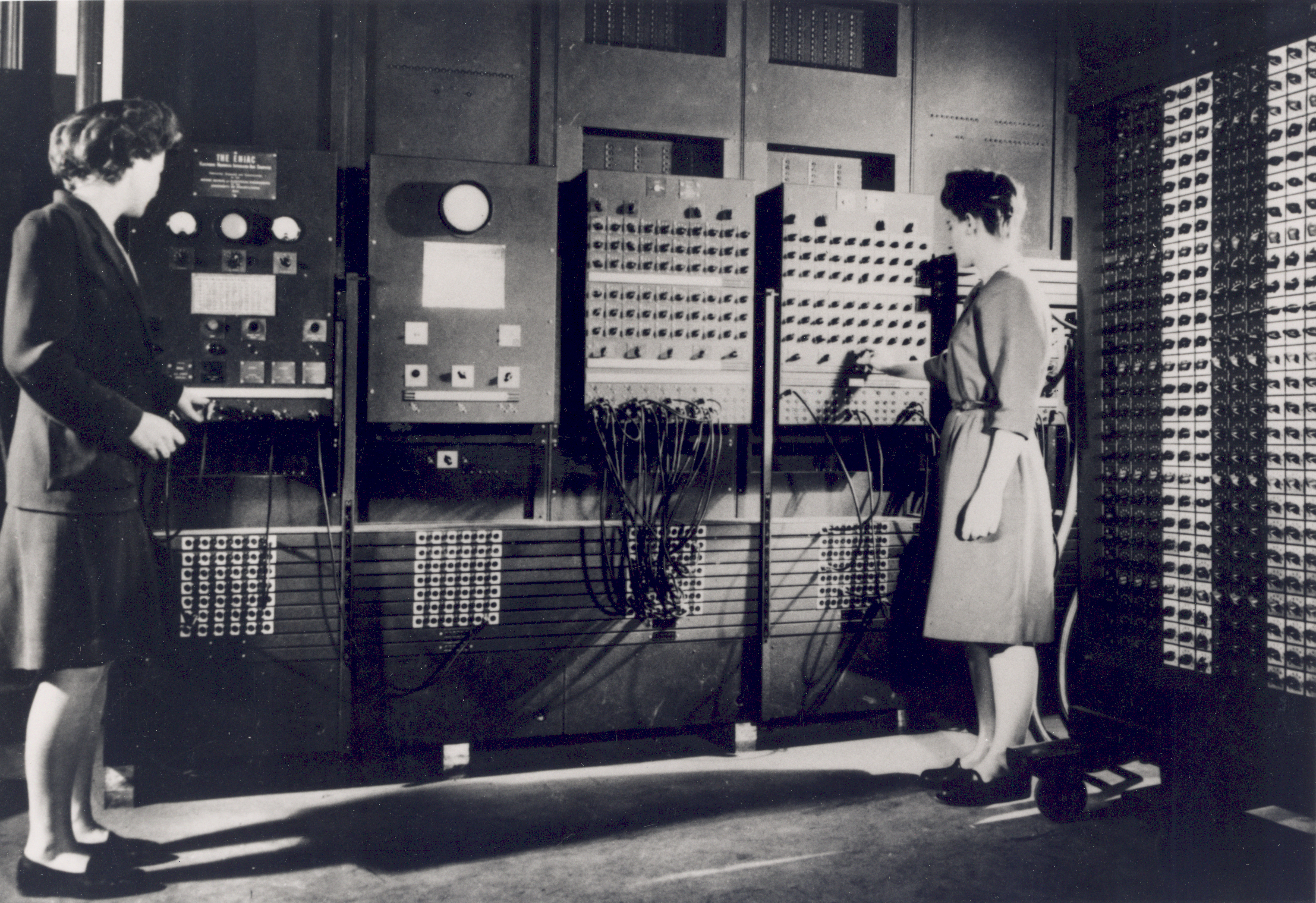
ENIACの制御盤を操作するプログラマのベティ・ジーン・ジェニングス（左）とフラン・バイラス（右）

ホルバートンは、1917年にペンシルベニア州フィラデルフィアでフランシス・エリザベス・スナイダー(Frances Elizabeth Snyder)として生まれた。
ペンシルバニア大学に入学し、遠くに旅行に行けるという理由でジャーナリズムを専攻した。ジャーナリズムは、1940年代のキャリアとして女性に開かれた数少ない分野の一つであった。大学での授業の最初の日、数学の教授は、彼女に家で子供を育てるのは良くないだろうかと尋ねた。

## キャリア

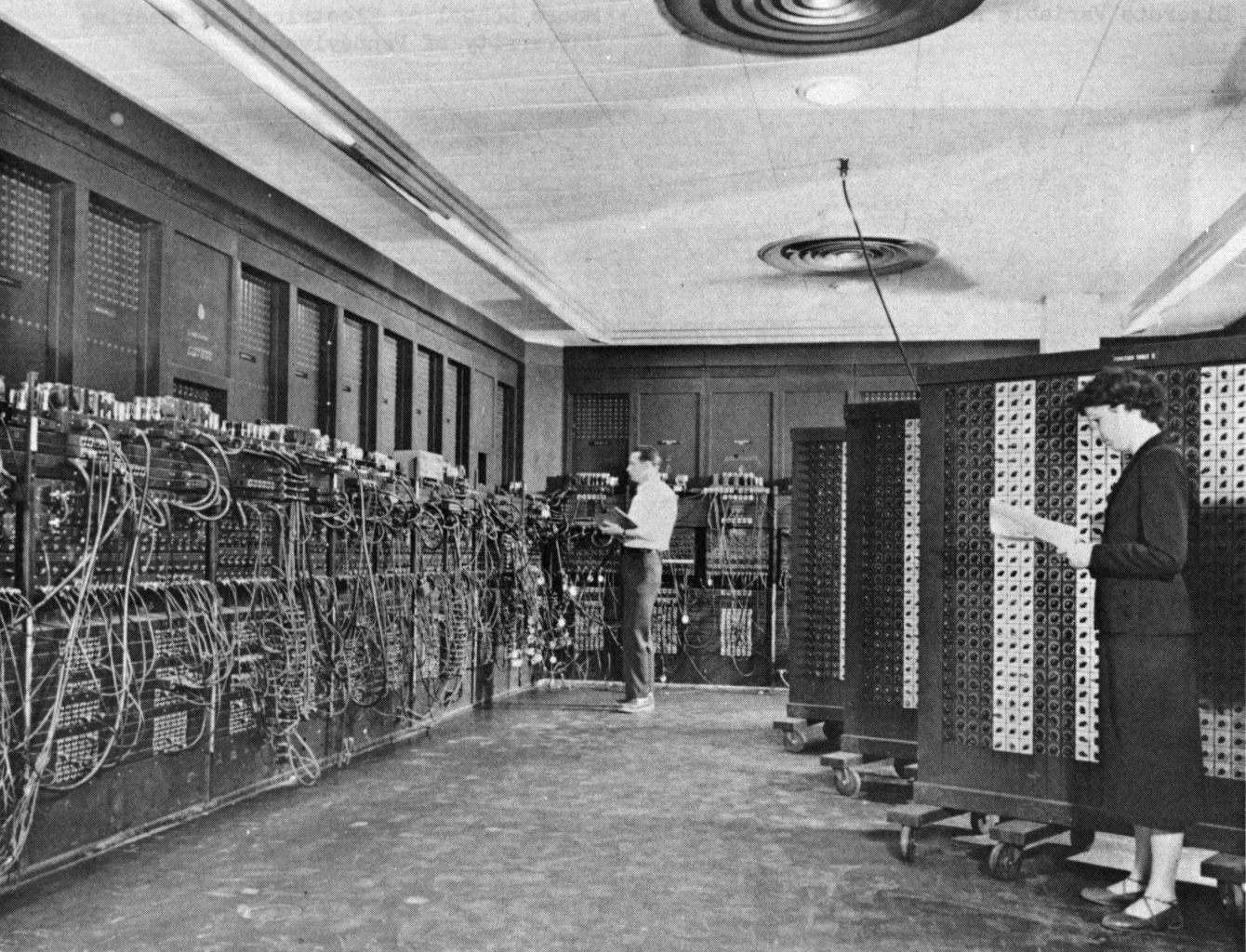
ペンシルベニア州フィラデルフィアのBRLビル328でENIACをプログラミングしているベティ・ホルバートン（右手前）（1940年代から1950年代）

第二次世界大戦中、アメリカ陸軍は、弾道軌道の計算のために多くの女性を雇用した。ホルバートンは、陸軍に徴用されていたペンシルバニア大学ムーア・スクール（電気工学部）に計算手として雇用された。その後、ENIACをプログラミングする6人の女性の1人に選ばれた。ホルバートンらは、陸軍の弾道研究所(BRL)で弾道軌道の計算を電子的に実行するようにENIACをプログラムした。
当初、ENIACの本体が軍事機密に指定されていたため、プログラマはENIACの設計図と配線図しか見ることを許されなかった。ENIACに取り組んでいる間、彼女は就業時間外の夜に多くの生産的なアイデアを思いつき、他のプログラマに「私は、他の人が起きている間に解決した問題よりも多く、睡眠中に問題を解決した」と冗談を言った。
ENIACはペンシルベニア大学で1946年2月15日に発表された。かかった費用は約48万7千ドルで、2018年の価値に換算すると約705万ドルに相当する。
第二次世界大戦後、ホルバートンはレミントンランドとアメリカ国立標準局に勤務した。1959年、彼女は海軍デヴィッド・テイラー船型研究所の応用数学研究所のプログラミング研究部門の責任者となった。彼女はUNIVACの開発を支援した。キーボードの隣に数字入力用のテンキーを配置するコントロールパネルを設計し、エンジニアを説得してUnivacの黒い外装をグレーベージュトーンに変更させた。この色は、後にコンピュータの一般的な色になった。
彼女は初の生成的プログラミングシステム（SORT/MERGE）を書いたうちの一人だった。ホルバートンは、トランプのデッキを使ってバイナリソート機能の決定ツリーを開発し、10個のテープドライブ群を使用してプロセス中に必要に応じてデータを読み書きするコードを作成した。彼女は初の統計分析パッケージを作成し、1950年の米国国勢調査に使用された。
1953年に、メリーランド州の海軍応用数学研究所で高度プログラミングのスーパーバイザーになり、1966年まで在籍した。ホルバートンはジョン・モークリーと協力してBINACのC-10命令セットを開発した。これは、後の全てのプログラミング言語のプロトタイプになった。 彼女はまた、グレース・ホッパーによるCOBOLとFORTRANの初期標準の開発にも参加した。後に、国立標準局の職員として、Fortran言語標準の最初の2つの改訂版（FORTRAN 77とFortran 90）にも関わった。

## 私生活
彼女は、ジョン・ヴォーン・ホルバートン(John Vaughn Holberton)と結婚し、パメラ(Pamela)とプリシラ(Priscilla)の2人の娘をもうけた。
彼女は2001年12月8日にメリーランド州ロックビルにおいて84歳で亡くなった。数年前から患っていた心臓病、糖尿病、脳卒中の合併症が死因だった。

## 賞と栄誉
1997年、ENIACの6人のオリジナルのプログラマの中で唯一、エイダ・ラブレス賞を受賞した。
1997年に、IEEE Computer Societyより、コンパイルに関する最初のアイデアを生み出したSORT/MERGEジェネレータの開発に対して、コンピュータパイオニア賞を受賞した。
また、1997年に、他のオリジナルのENIACプログラマと共に、Women in Technology Internationalの女性技術者の殿堂入りを果たした。
2015年、サンフランシスコに、ソフトウェアエンジニアのための学校・ホルバートンスクールが設立された。